# Dan a világ ellen
A Dan a világ ellen (eredeti cím: Dan Vs.) egy amerikai animációs televíziós sorozat, amelyet Dan Mandel és Chris Pearson készített, producere pedig a Film Roman és a The Hatchery. A főszereplők Curtis Armstrong, Dave Foley és Paget Brewster. Amerikában 2011. január 1-től 2013. március 9-ig ment. Magyarországon 2013. szeptember 27-én a Viasat 6 mutatta be, december 13-án pedig már a második évadot is műsorra tűzték.

## Ismertető
Dan, a munkanélküli embergyűlölő, aki egyszer a fejébe vette, simán találta kedvenc macskáját, Mr. Mumbles-t, és az egész világ ellene fordult. Ebben a legjobb barátja, Chris is segít neki. Harcolni kezdenek a gazemberekkel, Dan egy hatalmas "JERK" (bunkó) feliratú pólót visel.

## Szereplők
| Szereplők   | Színész          | Magyar hang        |
| ----------- | ---------------- | ------------------ |
| Dan         | Curtis Armstrong | Háda János         |
| Chris       | Dave Foley       | Szabó Máté         |
| Elise       | Paget Brewster   | Kisfalvi Krisztina |
| Mr. Mumbles | Paget Brewster   | (saját hangján)    |

## Magyar változat
A szinkront a Viasat megbízásából.az SDI Media Hungary készítette.
- Bemondó: Endrédi Máté
- Magyar szöveg:  Dame Nikolett
- Vágó: Pilipar Éva, Göblyös Attila, Kránitz Bence
- Hangmérnök: Erdélyi Imre
- Gyártásvezető: Újrét Zsuzsa, Molnár Melinda
- Szinkronrendező: Aprics László
- Produkciós vezető: Németh Napsugár
- Kreatív producer: Blastik Noémi

Magyar hangok
- Háda János – Dan
- Kisfalvi Krisztina – Elise
- Szabó Máté - Chris

További magyar hangok: Harsányi Gábor, Törköly Levente, Forgács Gábor, Rosta Sándor, Schneider Zoltán, Kerekes József, Bogdányi Titanilla, Barabás Kiss Zoltán, Végh Péter, Kautzky Armand, Galbenisz Tomasz, Mezei Kitty, Faragó András, Szacsvay László, Vida Péter, Tasnádi Bence, Márkus Sándor, Botár Endre, Andrusko Marcella, Horváth Illés, Sági Tímea, Kapácsy Miklós, Kassai Károly, Bolla Róbert, Makranczi Zalán, Baráth István, Ruttkay Laura, Szokol Péter, Varga T. József